# Rivolta di Pirano
La rivolta di Pirano è stato un episodio di disobbedienza civile avvenuto nella cittadina istriana di Pirano nel 1894, al tempo parte dell'Impero austro-ungarico.

## Storia

### Contesto storico
Il territorio comunale di Pirano era molto esteso e comprendeva molti centri abitati, e come Capodistria, Parenzo, Cittanova, Rovigno, Dignano, era una città sulla costa occidentale istriana, di fatto era quasi esclusivamente popolata da italiani. Secondo il censimento del 1890, l'area del comune era abitata da 15.918 italiani, 6 croati, 126 tedeschi e 2579 sloveni, ma entro la città gli sloveni erano una decina e tutti bilingue.

### La rivolta
Il governo austriaco nell'ottobre 1894 decise di sostituire la tabella che, in italiano, indicava la sede del Giudizio distrettuale (cioè della Pretura), con una bilingue, sequestrando inoltre quella con la sola scritta italiana; gli abitanti di Pirano interpretarono questo gesto come una forzatura e un tentativo di slavizzare Pirano.
Gli abitanti della cittadina manifestarono contro l'imposizione della tabella bilingue: furono suonate a stormo le campane delle chiese, e guidata dal prete Antonio Fonda, la popolazione strappò il cartello con la scritta bilingue dall'edificio pubblico. 
Il governo asburgico, volendo riportare l'ordine pubblico decise di inviare il 22 ottobre 1894 un piroscafo di guerra con una compagnia di soldati di fanteria, un rinforzo di gendarmi e un segretario di luogotenenza con pieni poteri. L'avvicinarsi dell'imbarcazione alla costa provocò la reazione della popolazione che all'arrivo dei militari intonò l'inno della "Lega Nazionale"  che nel maggio dello stesso anno aveva svolto il suo congresso nazionale proprio a Pirano, seguito poi da grida inneggianti l'italianità, lo sbarco avvenne senza scontri fisici grazie all'intermediazione del sindaco Domenico Fragiacomo che controllò i piranesi raccoltisi sul molo.
La notizia della rivolta, accese gli spiriti irredentisti italiani al punto da provocare un'interpellanza verso il presidente della Camera da parte del deputato Matteo Renato Imbriani con cui chiedeva: "se, in cospetto della condotta del governo austriaco contro la nazionalità italiana e delle generose proteste di quei nostri fratelli dell'Istria, il Governo, di cui egli è capo, intende alfine compiere quel dovere italiano, che dovrebbe essere la missione dell'Italia risorta.".
L'eco della rivolta arrivò anche al V Congresso della Società Dante Alighieri, riunitasi al teatro Piccinini a Bari, ove il sindaco della città e deputato alla camera in un nazionalistico discorso applauditissimo fece chiare allusioni "ai fratelli disgiunti" e Bonghi, presidente della Società,  riferendosi ai fatti di Pirano, asserì che l'Austria fosse violatrice delle sue leggi, che assicuravano un eguale trattamento a tutte le nazionalità.
La rivolta si concluse con un nulla di fatto, e il 5 novembre, accompagnata da uno spiegamento militare, la tabella bilingue fu rimessa sul poggiolo del Palazzo del Giudizio di Pirano dietro ordine del commissario imperiale Hohegger, provocando le dimissioni per protesta del podestà Fragiacomo ed una infruttuosa protesta al governo di Vienna dei deputati istriani. Alla città fu imposto di versare qualche centinaio di fiorini all'amministrazione militare per il mantenimento delle truppe inviate per fronteggiare questa emergenza.
Il podestà Francipane, per richiedere sia la rimozione della tabella bilingue e sia la riduzione delle condanne emesse contro coloro che erano stati giudicati responsabili della rivolta si recò a Vienna presso il primo ministro Erich von Kielmansegg della Cisleitania, regione entro cui era amministrata l'Istria e il conte Kazimierz Badeni suo successore, senza nulla ottenere.

### Strascichi della vicenda
Nel gennaio dell'anno successivo a Parenzo, durante la riunione della Dieta provinciale istriana, i deputati cercarono inutilmente di proporre che la lingua italiana fosse formalmente la lingua da utilizzare nelle transazioni di affari in Istria.
Pirano divenne il centro del nazionalismo italiano in Istria, e il primo ministro conte Badeni evitò di attraversarne il territorio durante la sua visita alle terre istriane. Nel gennaio 1896 a causa di un forte evento di bora alcuni deputati slavi della dieta che navigavano dovettero sbarcare al suo porto, furono minacciosamente obbligati a proseguire a piedi verso Capodistria, senza che si volle dare loro aiuto per il loro viaggio; in seguito a ciò nell'aprile '96 fu insediato sempre a Pirano un Commissario Politico esposto. 
Lo stesso anno le manifestazioni per le feste tartiniane e la posa del monumento a Giuseppe Tartini, avvenuta il 2 agosto 1896 rappresentarono la massima espressione delle manifestazioni di italianità, con discorsi che ricordavano la comune storia con la repubblica di Venezia, e per i quali il podestà fu denunciato all'autorità giudiziaria.